# لوپوس اریتماتوی دیسکوئید
لوپوس اریتماتوی دیسکوئید یا DLE (به انگلیسی: Discoid lupus erythematosus) یا لوپوس اریتماتوی پوستی مزمن(CCLE)، فرم پوستی لوپوس اریتماتو بدون درگیری سیستمیک می‌باشد و یک بیماری مزمن پوستی است.
امکان تبدیل آن به فرم سیستمیک، ۱۰ درصد است (بخصوص در موارد منتشر). بیماری در زنان شایعتر است و اوج بروز آن در دهه چهارم زندگی است. تروما و نور ماوراءبنفش، ممکن است عامل شروع یا تشدید بیماری باشد. شایعترین محل درگیری صورت، گوش و اطراف چشمها (نواحی در معرض نور) می‌باشد ولی ضایعات ممکن است در هر کجای بدن ایجاد شود.

## تظاهرات بالینی
ضایعات معمولاً غیر قرینه می‌باشند و به صورت پلاک‌های بدون علامت و با حدود مشخص به رنگ قرمز یا بنفش و با پوسته‌هایی که بر روی آن چسبیده است، بروز می‌کند. آتروفی اپیدرم باعث می‌شود که سطح ضایعه صاف و سفید یا چروکیده به نظر برسد. ضایعات ممکن است برای ماه‌ها پایدار بمانند یا خود به خود بهبود یابند ولی بیشتر دچار آتروفی می‌شوند و نهایتاً اسکاری سفید رنگ و صاف یا هیپرپیگمانته و فرورفته، بر جای می‌گذارند. ضایعات بر روی اسکالپ می‌توانند اسکارسیکاتریسیه (آلوپسی همراه با اسکار) ایجاد نمایند.

## تشخیص
لوپوس اریتماتوی دیسکوئید ممکن است از نظر بالینی از سارکوئیدوز قابل افتراق نباشد، هر چند که در بررسی بافتی، لوپوس اریتماتوی دیسکوئید نمایانگر آتروفی همراه با درماتیت بینابینی در لایه بازال اپیدرم است. تشخیص قطعی با بیوپسی است.

## درمان
هدف از درمان، پیشگیری یا به حداقل رساندن بدشکلی‌های حاصل از ضایعات است. انتخاب روش درمان بر اساس شدت ضایعات می‌باشد. ضایعات کوچک و محدود را باید به صورت موضعی درمان نمود ولی ضایعات وسیعتر و ضایعاتی که به درمان‌های موضعی پاسخ نمی‌دهند را باید به صورت سیستمیک درمان کرد. درمان اغلب باضدآفتاب، کورتیکواستروئید و کلروکین خوراکی است.